# Посо-де-Гуадалахара
Посо-де-Гуадалахара (ісп. Pozo de Guadalajara) — муніципалітет в Іспанії, у складі автономної спільноти Кастилія-Ла-Манча, у провінції Гвадалахара. Населення — 1362 особи (2010).
Муніципалітет розташований на відстані близько 45 км на схід від Мадрида, 15 км на південь від Гвадалахари.

## Демографія
Динаміка населення (INE ):